# Waipio, Hawaii
Waipio är en ort (CDP) i Honolulu County, i delstaten Hawaii, USA. Enligt United States Census Bureau har orten en folkmängd på 11 674 invånare (2010) och en landarea på 3,2 km².